# 陈小川 (1954年)
陈小川（1954年3月—），女，广东遂溪人，汉族，中华人民共和国地方官员、第十二届全国人民代表大会广东地区代表。

## 生平
毕业于广东省社科院法学专业。1973年3月，加入中国共产党。1983年，任广东省审计局商贸工交审计处副科长，步入仕途。1993年起，任广东省审计厅直属分局局长（期间挂任湛江市霞山区委副书记）；省审计厅副厅长、党组成员；省纪委常委；省物价局局长、党组书记；阳江市委书记、市人大常委会主任；广东省人大常委会副主任等职。2008年起担任全国人大代表。2013年，担任全国人大代表。